# Виа Августа
Виа Августа (на латински: Via Augusta) е около 1500 км дълъг древен римски път, най-дългият римски път в Испания. Той е продължение на Виа Домиция от Рим от Пиренеите по Средиземно море до днешния град Кадис в Андалусия.
Пътят пресича Пиренеите на Col de Panissars и минава през Барселона и Валенция.
През вековете пътят има различни имена, като Виа Херкулея (Via Herculea) или Виа Хераклея (Via Heraclea), или Виа Екстериор (Via Exterior), или Пътят на Ханибал (Camino de Aníbal), Camino de San Vicente Mártir y Ruta del Esparto. Император Август прави подробни подобрения и пътят получава неговото име. През 8 пр.н.е. до 2 пр.н.е. става важна пътна и търговска свръзка между градовете, провинциите и средиземноморските пристанища.